# Almindelig springknap
Almindelig springknap (Parietaria officinalis) eller murnælde er en flerårig, urteagtig plante med en opstigende vækst. 

## Beskrivelse
Stænglerne er ugrenede, svagt kantede, lysegrønne med en rødlig lysside og dækkede af et tæt hårlag. Bladene sidder spredt, og de er elliptiske eller svagt ruderformede med hel rand. Oversiden er glinsende mørkegrøn med forsænkede ribber, mens undersiden er en anelse lysere. Begge bladsider er dækket af et tæt lang korte hår. 
Blomstringen sker i juni-september, hvor man finder blomsterne samlet i kugleformede stande ved bladhjørnerne. De enkelte blomster er 4-tallige og uanselige, og der findes både planter med rent hanlige, rent hunlige og tvekønnede blomster. De er reducerede, og kendetegnet ved, at støvtrådene ligger spændt op som en urfjeder, der rettes pludseligt ud under blomstringen. Frugterne er sorte nødder.
Rodnettet er kraftigt og vidt udbredt. 
Højde x bredde og årlig tilvækst: 1,00 x 1,00 m (100 x 100 cm/år).

## Hjemsted
Almindelig springknap er naturligt udbredt i Syd- og Centraleuropa. Den mangler på de Britiske Øer og den Iberiske Halvø, og den har sin absolutte nordgrænse i Danmark, hvor den er naturaliseret fra dyrkning. Den er knyttet til let skyggede voksesteder med en jordbund, der har middel fugtighed, ringe næringsindhold og svagt basisk pH. Derfor kan den findes langs skovkanter, på mure og i ruderater.  
I landsbyerne nordøst for Neusiedler-søen i Burgenland, Østrig, findes arten sammen med bl.a. alm. firling, løgkarse, bynkeambrosie, gul reseda, hundepersille, hvid stenkløver, hårfin hirse, plettet tvetand, skvalderkål og udspærret annelgræs

## Anvendelse
Almindelig springknap bruges som naturmedicin. Desuden er udtræk af blade og stængler godkendt af EU til brug i kosmetiske produkter som et lindrende og blødgørende middel.
| Portal | Portal:Botanik |

## Note
1. ↑  Uwe Raabe og Dietmar Brandes: Flora und Vegetation der Dörfer im nordöstlichen Burgenland Arkiveret 13. januar 2012 hos  Wayback Machine (tysk)
2. ↑  EUR-lex: Kommissionens afgørelse af 9. februar 2006 om ændring af afgørelse 96/335/EF om oprettelse af en fortegnelse og en fælles nomenklatur for bestanddele i kosmetiske produkter